# Alet-les-Bains
Alet-les-Bains es una localidad y comuna francesa, situada en el departamento del Aude en la región de Languedoc-Roussillon; en la  región natural del Razès. 

## Demografía
| 948 | 864 | 950 | 1 139 | 1 320 | 1 218 | 1 298 | 1 336 | 1 251 | 1 210 | 1 166 | 1 121 | 1 266 | 950 | 984 | 923 | 828 | 819 | 834 | 786 | 740 | 759 | 758 | 651 | 684 | 695 | 654 | 590 | 554 | 543 | 460 | 464 | 435 |
| Para los censos de 1962 a 1999 la población legal corresponde a la población sin duplicidades (Fuente: INSEE [Consultar]) |     |     |       |       |       |       |       |       |       |       |       |       |     |     |     |     |     |     |     |     |     |     |     |     |     |     |     |     |     |     |     |     |

## Historia
Hasta el siglo XII, la abadía de Alet y el pueblo fueron un importante punto de reunión de peregrinos. 
En 1197 surgieron problemas de sucesión en la abadía, acrecentados por la cruzada albigense, lo que significó el fin de la prosperidad hasta el año 1318 en que se estableció la sede de un nuevo obispado creado para erradicar el catarismo asentado en la región. 
Tras las guerras de religión en Francia, el punto de encuentro que significaba la población por su abadía, al ser destruida y abandonada, significó de nuevo una decadencia hasta actualmente que ha resurgido debido a sus estaciones termales.

## Lugares de interés
- Abadía de Alet-les-Bains del siglo XII, de la que solo quedan algunos vestigios: la iglesia, la sala capitular y la puerta de entrada.
  - Sala capitular (siglo XIV).
- Palacio episcopal.
- Burgo medieval fortificado y amurallado.
- Estación termal.

## Personas destacadas
- Nicolas Pavillon siglo XVII, obispo de Alet